# Kazkosmos
Kazachska Agencja Kosmiczna, Kazkosmos (kaz. Қазақстан Республикасы Ұлттық ғарыш агенттiгi) – państwowa agencja kosmiczna Republiki Kazachstanu. Od 2014 roku Komitet Lotnictwa i Kosmonautyki Ministerstwa Inwestycji i Rozwoju Kazachstanu.

## Historia
Po rozpadzie Związku Radzieckiego na terenie Kazachstanu pozostał kosmodrom Bajkonur. Kraj nie miał jednak agencji kosmicznej i krajowego sektora przemysłu kosmicznego. Podejmowano kilka prób stworzenia krajowej agencji kosmicznej. W 1993 roku zarządzeniem Rady Ministrów  powstała Narodowa Agencja Kosmiczna (NACA) i działała przez dwa lata. W 1996 roku przeszła pod zarząd Ministerstwa Nauki. Status agencji NACA utraciła w 2000 roku i stała się Komitetem Kosmicznym, który funkcjonował w kolejnych latach w ramach trzech różnych ministerstw. 27 marca 2007 powstał Kazkosmos. Uchwałą Rządu Republiki Kazachstanu z 14 sierpnia 2014 roku Narodowa Agencja Kosmiczna została przekształcona w Komitet Lotnictwa i Kosmonautyki Ministerstwa Inwestycji i Rozwoju Kazachstanu. Jego przewodniczącym został Tałgat Musabajew. We wrześniu 2016 jego miejsce zajął Erkin Szajmagambetow.

## Narodowa strategia rozwoju
Kazkosmos opracował plan rozwoju działalności w kosmosie na lata 2011–2015, którego realizację przedłużono do 2020 roku. Zakłada on:
- Wejść na rynek światowy usług nośnych. Ma to umożliwić zbudowanie bezpieczniejszego kompleksu rakietowego Baiterek[6].
- Rozwój usług telekomunikacyjnych i nadawczych (satelita KazSat-2). Zbudowanie i uruchomienie w latach 2023–2029 KazSat-2R i KazSat-3Rer, zbudowanie satelity radarowego KazSat-1 do 2023 roku[6].
- Rozwój bazy naukowej i naukowo-technicznej dla działań kosmicznych, aby móc samodzielne budować sprzęt kosmiczny[6].
- Rozwój usług nawigacji satelitarnej. W jego ramach powinny powstawać aplikacje geodezyjne i kartograficzne[6].
- Edukacja i szkolenie specjalistów[5].
- Stworzenie ram prawnych dla działań kosmicznych[5].

## Program kosmiczny
Podstawą kazachstańskiego programu kosmicznego jest Kosmodrom Bajkonur. Zajmuje on powierzchnię 6717 kilometrów kwadratowych, ma 15 wyrzutni, 11 budynków montażowych, 5 centrów monitorowania i kontroli, 9 stacji śledzących i inne obiekty. Kazachstan ma podpisaną umowę dzierżawy kosmodromu przez Rosję, przedłużoną do 2050 roku, za którą otrzymuje 115 milionów dolarów rocznie. Rosja może korzystać z  Bajkonuru zarówno do celów cywilnych jak i wojskowych. Rosja i Kazachstan podpisały też umowę o budowie na terenie Bajkonuru kompleksu Baiterek, który będzie służył do wystrzeliwania rakiet Angara A5. Miał on być ukończony do 2013 roku, ale w lutym 2015 roku Kazkosmos ogłosił, że nastąpi to do 2022 roku.
We współpracy z Rosją uczestniczą kazachscy naukowcy, a także w tym kraju szkolili się kazachscy astronauci, którzy uczestniczyli w misjach na Międzynarodowej Stacji Kosmicznej. W czerwcu 2006 roku Kazachstan wysłał na orbitę swojego pierwszego satelitę, KazSata. 8 czerwca 2008 KazSat jednak przestał nadawać z powodu nieprawidłowego działania pokładowego systemu komputerowego. Próby uruchomienia satelity zakończyły się niepowodzeniem. Drugi satelita KazSat-2 znajduje się na orbicie i działa od listopada 2011 roku.

## Program załogowy
W 2007 roku dwóch kandydatów na kosmonautów ukończyło szkolenie w Centrum Wyszkolenia Kosmonautów im. J. Gagarina, jednakże ich lot nie mógł dojść do skutku z powodu trudności finansowych Kazachstanu.
2 września 2015 jeden z kandydatów, sfinansowany przez Kazkosmos, kazachski kosmonauta Ajdyn Aimbetow razem z Duńczykiem Andreasem Mogensenem oraz Rosjaninem Siergiejem Wołkowem na pokładzie Sojuza TMA-18M wyruszył na Międzynarodową Stację Kosmiczną. Zastępujący kosmiczną turystkę Sarę Brightman Aimbetow wraz z Mogensenem powróciłi na Ziemię już 12 września kapsułą Sojuz TMA-16M.